# Waratah Bay
Waratah Bay är en vik i Australien. Den ligger i delstaten Victoria, omkring 150 kilometer sydost om delstatshuvudstaden Melbourne.
Genomsnittlig årsnederbörd är 1 301 millimeter. Den regnigaste månaden är juni, med i genomsnitt 181 mm nederbörd, och den torraste är januari, med 57 mm nederbörd.